# Dischistocalyx alternifolius
Dischistocalyx alternifolius är en akantusväxtart som beskrevs av Champl. och Lejoly. Dischistocalyx alternifolius ingår i släktet Dischistocalyx och familjen akantusväxter. Inga underarter finns listade i Catalogue of Life.